# Ophiocypris
Ophiocypris är ett släkte av ormstjärnor. Ophiocypris ingår i familjen fransormstjärnor.
Kladogram enligt Catalogue of Life:
| Ophiocypris | \| \| Ophiocypris megaloplax \| \| \| \| \| \| Ophiocypris tuberculosus \| \| \| \| |
|             | \| \| Ophiocypris megaloplax \| \| \| \| \| \| Ophiocypris tuberculosus \| \| \| \| |
|             | Ophiocypris megaloplax                                                              |
|             |                                                                                     |
|             | Ophiocypris tuberculosus                                                            |
|             |                                                                                     |